# Острів Норфолк
Острів Но́рфолк (англ. Norfolk Island) — маленький заселений острів у Тихому океані, розташований між Австралією, Новою Каледонією і Новою Зеландією.

## Історія
Острів відкритий капітаном Джеймсом Куком у 1774 році під час його плавання південно-західною частиною Тихого океану. З 1788 року його стали використовувати як місце заслання ув'язнених з Великої Британії. У 1814 році колонію було покинуто як нерентабельну, але в 1825 році в'язниця була знову відновлена, і в неї стали поміщати різних злочинців — небезпечних кримінальних, політичних і багатьох інших, яких ув'язнювали навіть за найдрібнішу провину й вивозили з далеких рідних країн. Острів на 30 років перетворився на колонію із суворим режимом, поки в'язницю остаточно не закрили в 1854 році.
У 1856 році на Норфолк переселили частину жителів острова Піткерн і з 1 листопада 1856 року на острові було створено місцеве управління, яке знаходилося під контролем губернатора британської колонії Новий Південний Уельс. У 1901 році острів став частиною Австралійського Союзу.
У 1914 році Норфолк разом з двома довколишніми острівцями утворює одну з австралійських зовнішніх територій і почав керуватися адміністратором, який призначається урядом Австралії.

## Географія
Острів Норфолк розташований у південному Тихому океані, за 1 500 км на схід від Австралії. Норфолк — головний острів з групи островів, складових зовнішню територію. Координати острова — 29°02′ пд. ш. 167°57′ сх. д. / 29.033° пд. ш. 167.950° сх. д.
Площа становить 34,6 км², довжина берегової лінії близько 32 км. Найвища точка острова — гора Байтес (319 м), розташована на північному заході острова. Значна частина острова використовується як рілля і пасовища.
Острів Філіп — другий за величиною острів території, розташований декількома кілометрами південніше Норфолка, координати 29°07′ пд. ш. 167°57′ сх. д. / 29.117° пд. ш. 167.950° сх. д..

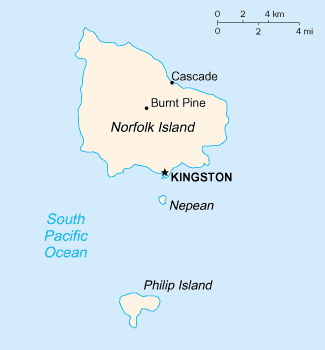
Карта території

Береги острова Норфолк високі й обривисті. Пологі і низькі береги в основному тільки в бухті Сіднея і бухті Емілі. На острові немає бухт, захищених від штормів і ураганів. Єдиною більш-менш безпечною бухтою є бухта Емілі, частково захищена від океану кораловим рифом. Найбільше озеро: ставок Каскад 1,6 гектарів.
Клімат субтропічний, з незначними сезонними коливаннями.
| Клімат                                     | Клімат | Клімат | Клімат | Клімат | Клімат | Клімат | Клімат | Клімат | Клімат | Клімат | Клімат | Клімат | Клімат |
| Показник                                   | Січ.   | Лют.   | Бер.   | Квіт.  | Трав.  | Черв.  | Лип.   | Серп.  | Вер.   | Жовт.  | Лист.  | Груд.  | Рік    |
| Абсолютний максимум, °C                    | 28,3   | 28,4   | 28,4   | 26,6   | 25,1   | 23,4   | 22,0   | 21,8   | 23,8   | 24,4   | 26,5   | 28,2   | 28,4   |
| Середній максимум, °C                      | 24,5   | 24,9   | 24,3   | 22,7   | 20,9   | 19,3   | 18,4   | 18,3   | 19,0   | 20,2   | 21,7   | 23,4   | 21,5   |
| Середній мінімум, °C                       | 19,1   | 19,6   | 19,2   | 17,8   | 16,1   | 14,7   | 13,5   | 13,2   | 13,7   | 14,8   | 16,1   | 17,8   | 16,3   |
| Абсолютний мінімум, °C                     | 12,1   | 12,8   | 12,1   | 9,7    | 6,6    | 7,1    | 6,2    | 6,7    | 7,7    | 8,2    | 8,7    | 11,4   | 6,2    |
| Середня кількість сонячних годин на місяць | 232,5  | 200,6  | 201,5  | 195,0  | 182,9  | 156,0  | 182,9  | 204,6  | 213,0  | 229,4  | 237,0  | 238,7  |        |
| Норма опадів, мм                           | 85.6   | 95.2   | 101.8  | 123.8  | 132.0  | 146.3  | 141.8  | 127.2  | 94.3   | 84.9   | 72.8   | 85.7   | 1290.2 |
| Днів з опадами                             | 10,9   | 12,2   | 15,0   | 15,8   | 18,5   | 19,7   | 20,9   | 19,1   | 14,9   | 12,8   | 10,2   | 11,2   | 181,2  |
| ------------------------------------------ | ------ | ------ | ------ | ------ | ------ | ------ | ------ | ------ | ------ | ------ | ------ | ------ | ------ |
| Джерело: Bureau of Meteorology             |        |        |        |        |        |        |        |        |        |        |        |        |        |

На островах також розташований Норфолкський острівний національний парк, який займає близько 10 % території острова Норфолк і цілком острова Непін і Філіп. У парку збереглися унікальні субтропічні дощові ліси, зокрема й знаменита норфолкська сосна — символ території.
Попри те, що центром території є місто Кінгстон, найкрупнішим і найзначнішим поселенням на острові є містечко Бернт-Пайн, яке знаходиться в центрі острова. У ньому розташовані головний торговий центр, відділення пошти, телефонна станція, винна крамниця та інші важливі об'єкти.

## Демографія
Населення Норфолку в липні 2003 року становило 1 853 людини, з яких 20,2 % населення у віці до 14 років, 63,9 % — від 15 до 64 років, 15,9 % — старше 65 років. Станом на 2021 рік населення становить 2 188 жителів.
Основна частина населення належить до європеоїдної раси, при цьому близько половини остров'ян є нащадками переселенців з острова Піткерн.
Усі жителі острова — християни, з них 33,5 % — протестанти, 37,4 % — англіканці, 14,5 % належать до Об'єднаної австралійської церкви, 11,5 % — до Римської католицької церкви і 3,1 % — до Церкви адвентистів сьомого дня.
Остров'яни розмовляють переважно англійською, а також креольською мовою, відомою як Норфак, яка утворилася в 1700-х роках як суміш англійської і таїті мов. У 2005 році Норфак отримав статус офіційної мови Норфолка.

## Транспорт
На острові відсутні залізниця, автомагістралі, порти і гавані. «Норфолкський острівний аеропорт» — єдиний аеропорт на острові. Протяжність шляхів з твердим покриттям — близько 80 км.

## Туризм
Музеї Острова Норфолк. Три музеї розташовані в історичному Кінгстоні. 
Музей Міддлгейт-Роуд. Знаходиться в південно-східній частині Бернт-Пайн, яке належить Норфолкського коледжу. Зібравши практично всі матеріали про історію острова, починаючи з 1790 року, музей має велику колекцію експонатів про перші поселення людей на Норфолку, подвиги уродженців острова на службі у збройних силах її величності у всіх війнах XX століття, старі фотографії (найранні датуються 1867 роком), генеалогічні матеріали, експонати Норфолкського побуту й обширну колекцію морських мешканців. Регулярно проводяться тут і так звані «Філм-івнінгс» («Вечори фільмів»), на яких об'єднані три екскурсійних тури музеєм та історичні мініатюри у відеоформаті. 
Національний парк і Ботанічний сад. Національний парк острова Норфолк і ботанічний сад є притулком для більшої частини лісу, які колись покривали острова Норфолк. Парк є прекрасним місцем, щоб побачити унікальну флору й фауну острова, для спостереження за мальовничим видом острова Норфолк. Там немає плати за вхід у парк, але можна придбати спеціальний квиток, який забезпечує прохід парку від Парків головного офісу або центру відвідувача. 
Чента-Барнабас. Церкви острова здебільшого доволі скромні й невибагливі. Красивим культовим місцем округи вважається церква Чента-Барнабас-Чапель на розі Дуглас-Драйв, яка належить англіканській діаспорі (відкрита цілодобово, так само як й інші церкви на острові). Колоритна невелика церква вважається однією з найкрасивіших у тихоокеанському регіоні, в наші дні послугами цього храму користуються всі охочі: тут проводяться хрестини, весілля, відспівування для представників практично всіх конфесій, є навіть діючий орган.

## Цікаві факти
На прапорі острова зображений ендемік Araucaria heterophylla.